# 6 Underground
6 Underground (conocida en Hispanoamérica como Escuadrón 6  y en España como 6 en la sombra) es una película estadounidense de acción y comedia dirigida por Michael Bay, a partir de un guion escrito por Rhett Reese y Paul Wernick. La cinta es protagonizada por Ryan Reynolds, Mélanie Laurent, Manuel Garcia-Rulfo, Adria Arjona, Corey Hawkins, Ben Hardy y Dave Franco. Bay produce la cinta junto a Ian Bryce, David Ellison, Dana Goldberg y Don Granger.
6 Underground tuvo su estreno mundial en la plataforma Netflix y Paramount Pictures

## Argumento
Cuatro años después de presenciar los horrores de un régimen brutal en la nación del Medio Oriente de Turgistán, un multimillonario y filántropo estadounidense no identificado, que hizo su fortuna inventando imanes de neodimio, finge su propia muerte para formar un escuadrón de vigilantes anónimos cuyo fin es derrotar a criminales y terroristas que los gobiernos no tocarán. Ahora conocido como "Uno", recluta a otras cinco personas para abandonar su pasado y unirse a su causa como "fantasmas": Dos, una espía; Tres, un asesino a sueldo; Cuatro, un corredor de parkour y ladrón; Cinco, una doctora; y Seis, un conductor.
En su primera misión en Florencia, Italia, el equipo mata al abogado de los cuatro generales de Turgistán antes de que la mafia y la policía los persigan por la ciudad. Seis es asesinado justo cuando logran escapar. Días después, Uno recluta a Blaine, un ex francotirador de la Fuerza Delta que sufre de la culpa del sobreviviente por su incapacidad para salvar a su equipo debido a las órdenes, y lo renombra "Siete". Uno planea una misión para organizar un golpe de Estado para derrocar al dictador del gobierno de Turgistán Rovach Alimov e instalar a su hermano encarcelado Murat como el nuevo líder del país durante el Día de los Muertos. Se revela que Dos había capturado a regañadientes a Murat y lo devolvieron a Rovach antes de convertirse en un Fantasma.
El equipo asesina a los generales de Rovach en Las Vegas y rescata con éxito a Murat de Hong Kong, pero Cuatro casi muere hasta que Siete interviene a pesar de las protestas de Uno. Tras una discusión entre Uno y Siete sobre la voluntad de Uno de dejar a las personas atrás, los fantasmas rompen su código de anonimato y se revelan los nombres de los demás. En Turgistán, Uno pone en marcha su plan pirateando la estación de televisión estatal durante el discurso de Rovach para darle voz a Murat a la gente. El discurso improvisado de Murat inspira a los ciudadanos a rebelarse mientras las explosiones estratégicas en la ciudad obligan a Rovach a evacuar a su yate privado y Murat ocupa el palacio. Los Fantasmas asaltan el yate y Uno activa un pulso magnético para incapacitar a los guardias. Cuando el yate se inmoviliza en medio del océano, Uno decide salvar a Cuatro de un secuaz en lugar de capturar a Rovach. Rovach huye en helicóptero, solo para descubrir que es comandado por Murat y los Fantasmas, quienes lo dejan cerca de la frontera para alimentarlo de los refugiados que huyeron de su régimen.
A raíz de la revolución, Murat se convierte en el nuevo presidente de Turgistán y los fantasmas se separan hasta que vuelven a ser necesarios. Dos y Tres comienzan una relación, así como Cuatro y Cinco, y Uno viaja a la ciudad de Nueva York y ve a su hijo, a quien pasará sus fortunas si muere en la próxima misión.

## Reparto
| Actor               | Personaje                                     |
| ------------------- | --------------------------------------------- |
| Ryan Reynolds       | "Uno/Magnet S. Johnson" (El multimillonario). |
| Mélanie Laurent     | "Dos/Camille" (La agente de la CIA).          |
| Manuel Garcia-Rulfo | "Tres/Javier" (El sicario).                   |
| Ben Hardy           | "Cuatro/Billy" (El acróbata).                 |
| Adria Arjona        | "Cinco/Amelia" (La doctora).                  |
| Dave Franco         | "Seis/Guy" (El conductor).                    |
| Corey Hawkins       | "Siete/Blaine ".                              |
| Lior Raz            | "Rovach Alimov".                              |
| Peyman Maadi        | "Murat Alimov".                               |
| Yuri Kolokolnikov   | "Baasha Zia".                                 |
| Kim Kold            | "Daqeeq".                                     |

## Producción
El 7 de marzo de 2018 se informó que Michael Bay dirigiría la película de acción y suspenso 6 Underground, basada en el guion de Paul Wernick y Rhett Reese, que sería producido por David Ellison, Dana Goldberg y Don Granger junto con Bay. En mayo de 2018 se reportó que Netflix distribuiría la película, en un intento de crear una nueva franquicia de acción con Ryan Reynolds protagonizando el papel principal.
En julio de 2018 Dave Franco, Manuel Garcia-Rulfo, Adria Arjona, Corey Hawkins, Ben Hardy y Lior Raz se unieron al elenco. En agosto del mismo año Mélanie Laurent y Peyman Maadi fueron incluidos al reparto del film.

### Rodaje
La producción principal inició el 30 de julio de 2018 en Los Ángeles, Italia (Florencia, Roma, Tarento, Siena y Frascati) y los Emiratos Árabes Unidos (Al Ain, Abu Dhabi, Liwa Oasis, Ras Al Khaimah y Sharjah). La fotografía principal tuvo lugar el 5 de diciembre de 2018. Se informó que el coste de producción alcanzó los US$150 000 000, la segunda película más cara en la plataforma Netflix desde la película de Will Smith Bright.

## Estreno
Se estrenó el 13 de diciembre de 2019 por Netflix.

## Recepción
El filme fue recibido con críticas mixtas a negativas por parte de los críticos, pero mixtas a positivas en la audiencia. Posee una aceptación del 32% en el portal de Rotten Tomatoes por parte de la crítica, mientras que la audiencia le otorga un 68% con el siguiente consenso: 6 Underground es ruidoso, frenético y finalmente absurdo, lo cual es una mala noticia o una recomendación sincera, dependiendo de cómo se sienta acerca de las películas de Michael Bay. Mientras que la mayoría de críticas negativas son a la historia, narración, guion y la dirección de Bay, varios han elogiado la acción y las actuaciones de Reynolds, Laurent, García-Ruflo, Arjona y Hardy.

### Audiencia de audiencia
Netflix informó que la película fue vista por 83 millones de miembros durante sus primeras cuatro semanas de lanzamiento, entre las mejores para un título original.

## Secuela cancelada
El 15 de diciembre de 2019, se reveló que Netflix ya estaba planeando crear una franquicia que seguiría las aventuras del equipo presentado en la película. El 18 de diciembre de 2019, debido a las críticas mixtas de la película, esos planes se pusieron en duda. El 28 de julio de 2021, el director de cine de Netflix, Scott Stuber, confirmó que la película no tendría una secuela, a pesar de su éxito. Consideró que la película fue un fracaso: "No sentimos que llegáramos allí en [6 Underground ] creativamente. Fue un buen éxito, pero al final del día no sentimos que clavó la marca para justificar el regreso de nuevo. Simplemente no había un amor tan profundo por esos personajes o ese mundo".